# Palawanosorex muscorum
Palawanosorex muscorum  (Hutterer, Balete, Giarla, Heaney & Esselstyn, 2018) è un toporagno della famiglia dei Soricidi, unica specie del genere Palawanosorex (Hutterer, Balete, Giarla, Heaney & Esselstyn, 2018), endemico dell'isola filippina di Palawan.

## Descrizione

### Dimensioni
Toporagno di piccole dimensioni, con la lunghezza della testa e del corpo tra 84 e 99 mm, la lunghezza della coda tra 53 e 68 mm, la lunghezza del piede tra 17 e 20 mm, la lunghezza delle orecchie tra 8 e 11 mm e un peso fino a 24 g.

### Caratteristiche craniche e dentarie
Il cranio è snello ed appuntito, con il profilo dorsale piatto e una scatola cranica leggermente sopraelevata. La mandibola è sottile con un processo coronoide moderatamente elevato e con un piccolo condilo. La dentatura è generalmente delicata.
Sono caratterizzati dalla seguente formula dentaria:

### Aspetto
La pelliccia è lunga dorsalmente. Il colore generale del corpo varia dal grigio ardesia al nero. Il muso è rosato e leggermente rigonfio sui lati, dove sorgono lunghe vibrisse. Le zampe sono larghe, con dita munite di lunghi artigli. Le orecchie sono piccole ma ben visibili. La coda è corta ed è ricoperta densamente di corti peli nerastri. Le femmine hanno 3 paia di mammelle.

## Biologia

### Comportamento
È una specie terricola.

## Distribuzione e habitat
Questa specie è conosciuta soltanto sul Monte Mantalingahan, nella parte meridionale dell'isola filippina di Palawan.
Vive nelle foreste muschiose oltre i 900 metri di altitudine.

## Conservazione
Questa specie, essendo stata scoperta solo recentemente, non è stata sottoposta ancora a nessun criterio di conservazione.